# Махићно
Махићно (до 1991. Махично) је насељено место у саставу града Карловца у Карловачкој жупанији, Република Хрватска.

## Историја
До територијалне реорганизације у Хрватској налазило се у саставу старе општине Карловац.

## Становништво
На попису становништва 2011. године, Махићно је имало 522 становника.

## Попис1991.
На попису становништва 1991. године, насељено место Махично је имало 648 становника, следећег националног састава:
| Попис 1991.‍ | Попис 1991.‍ | Попис 1991.‍ | Попис 1991.‍ | Попис 1991.‍ |
| ----------- | ----------- | ----------- | ----------- | ----------- |
|             |             |             |             |             |
| Хрвати      | Хрвати      |             | 627         | 96,75%      |
| Срби        | Срби        |             | 5           | 0,77%       |
| Југословени | Југословени |             | 3           | 0,46%       |
| Словенци    | Словенци    |             | 1           | 0,15%       |
| остали      | остали      |             | 3           | 0,46%       |
| непознато   | непознато   |             | 9           | 1,38%       |
| укупно: 648 |             |             |             |             |